# Ernest Glinne
Ernest Glinne (* 30. März 1931 in Forchies-la-Marche; † 10. August 2009 in Courcelles) war ein belgischer Politiker und Verfechter der „wallonischen Bewegung“. Glinne war lange Zeit in der Parti Socialiste (PS) als Parlamentarier (Abgeordnetenkammer und Europäisches Parlament) und von 1973 bis 1974 als Minister für Beschäftigung und Arbeit aktiv. Später ging er gegenüber der PS auf Distanz und näherte sich zuerst Ecolo und zuletzt dem Rassemblement Wallonie-France (RWF). Auf lokaler Ebene war Ernest Glinne langjähriger Bürgermeister von Courcelles.

## Leben
Glinne war schon in jungem Alter politisch in Erscheinung getreten. Nachdem er 1954 erfolgreich sein Studium der Politikwissenschaften an der Université Libre de Bruxelles (ULB) beendet hatte, wurde er in der Belgischen Sozialistischen Partei (PSB-BSP) (heute sp.a und PS) aktiv. Gleichzeitig gehört Glinne gemeinsam mit Persönlichkeiten wie Jacques Yerna, André Renard, Freddy Terwagne, Ernest Mandel oder François Perin zu den Gründern der ehemaligen linksorientierten Zeitung La Gauche, die die Absicht verfolgte, die PSB dazu zu bewegen, die strukturellen Reformvorschläge der sozialistischen Gewerkschaft FGTB zu übernehmen.
Im Jahr 1961 schaffte Ernest Glinne für die Sozialisten den Sprung in die Abgeordnetenkammer. Dies war nicht ganz unproblematisch für ihn. Während des großen Streiks des Winters 1960–1961 gegen das sogenannte „Einheitsgesetz“, bei denen er aufgrund seiner linksradikalen Überzeugung den Spitznamen „Ernest le rebelle“ erhielt, hatte sich Glinne nämlich, der ein glühender Verfechter der wallonischen Sache und der Regionalisierung Belgiens war, mit einigen anderen Politikern dem von Renard gegründeten Mouvement populaire wallon (MPW) angeschlossen. Ab dem Jahr 1964 wurde jedoch innerhalb der sozialistischen Partei die Mitgliedschaft im MPW verboten (das Verbot wurde später wieder aufgehoben). Auch konnte man nicht gleichzeitig Mitglied der Partei und Redakteur bei La Gauche sein. Glinne war also gezwungen eine Entscheidung zu treffen und wählte die PSB. Dort argumentierte er weiter für den Ausbau einer wallonischen Autonomie.
Seine politische Arbeit im Parlament – Glinne hatte im Jahr 1971 den ersten Gesetzesvorschlag vorgelegt, durch den gewissen Ausländern das Wahlrecht in Belgien erteilt werden sollte; der Vorschlag wurde jedoch nicht angenommen – wurde 1973 belohnt, als er zum Minister für Beschäftigung und Arbeit unter Premierminister Edmond Leburton (PSB) ernannt wurde. Neben der Zukunft der Wallonie entwickelte Ernest Glinne aber auch ein Interesse für internationale Fragen, sodass er ab 1968 dem Europäischen Parlament angehörte und während der ersten Wahlperiode (von 1979 bis 1984) sogar den Vorsitz der sozialdemokratischen Fraktion übernahm. Dem Europäischen Parlament gehörte er bis zum Jahr 1994 an.
Im Jahr 1981 strebte Ernest Glinne die Präsidentschaft der PS, die sich mittlerweile unter André Cools von ihrem flämischen Gegenstück (SP) getrennt hatte, an. Das Resultat der Wahl fiel jedoch äußerst knapp zugunsten von seinem Konkurrenten Guy Spitaels aus. Seine Beziehungen zur Partei verschlechterten sich ab diesem Zeitpunkt allmählich, nicht zuletzt wegen der Diskussion um den kontroversen José Happart, den die Führung der PS im Jahr 1984 auf der Wahlliste zum Europäischen Parlament platzieren wollte, obwohl dieser nicht der Partei angehörte. Wegen der Rolle Happarts im Sprachenstreit um die flämische Gemeinde Voeren sorgte diese Entscheidung zudem für Spannungen mit der flämischen SP. Der Zwist zwischen Ernest Glinne und der PS gipfelte im Jahr 1994, als die PS entschied, Glinne nicht mehr auf ihre Listen antreten zu lassen. Im Jahr 1998 trat Ernest Glinne zusammen mit dem politischen Journalisten Jean Guy offiziell aus der PS aus.
Im Alter von beinahe 70 Jahren startete Ernest Glinne bei den Gemeinderatswahlen des Jahres 2000 ein Comeback bei der grünen Partei Ecolo. In seiner Gemeinde Courcelles, in der er von 1965 bis 1978 Bürgermeister und bis 1994 Mitglied des Gemeindekollegiums war, schaffte er wieder den Sprung in den Gemeinderat.
Im Jahr 2008 gelangte Ernest Glinne erneut in die Schlagzeilen, als er bekannt gab, dass er für die Regional- und Europawahlen von 2009 für die Partei Rassemblement Wallonie-France (RWF) unter Paul-Henry Gendebien, die sich für eine Loslösung der Wallonie von Belgien und eine Annexion durch Frankreich einsetzt, antreten werde. Glinne, seit jeher Republikaner, begründete diesen Schritt damit, dass er „nicht mehr an die Zumutbarkeit des belgischen Staates glaube“. Er konnte jedoch kein neues Mandat mehr erkämpfen.
Ernest Glinne verstarb am 10. August 2009 in Courcelles.

## Übersicht der politischen Ämter
- 1961–1980: Mitglied der Abgeordnetenkammer (teilweise verhindert)
- 1965–1978: Bürgermeister von Courcelles (teilweise verhindert)
- 1968–1994: Mitglied des Europäischen Parlamentes (teilweise verhindert)
- 1973–1974: Minister für Beschäftigung und Arbeit in den Regierungen Leburton I und Leburton II
- 1978–1994: Erster Schöffe in Courcelles
- 1983–1984: Mitglied der Abgeordnetenkammer und des Rates der Wallonischen Region
- 2000–2009: Gemeinderatsmitglied in Courcelles